# Estação Poissonnière
Poissonnière é uma estação da linha 7 do Metrô de Paris, localizada nos limites do 9.º e do 10.º arrondissements de Paris.

## Localização
A estação está localizada na rue La Fayette, na altura de sua interseção com a rue du Faubourg-Poissonnière. Orientada ao longo de um eixo nordeste/sudoeste, ela se intercala entre as estações Gare de l'Est e Cadet.

## História
A estação foi aberta em 5 de novembro de 1910, sendo uma das primeiras estações da linha 7, estando localizada no trecho entre Opéra e Porte de la Villette.
Ela leva o seu nome da rue du Faubourg-Poissonnière que ela corta em seu meio, a qual deve seu nome ao Faubourg Poissonnière que atravessa.Traçada no alinhamento da rue des Poissonniers ao norte e rue Poissonnière ao sul, a rua fazia parte do chemin des Poissonniers (também servido pela estação Marcadet - Poissonniers nas linhas 4 e 12).
Ela viu entrar 3 594 301 passageiros em 2013, o que a coloca na 145ª posição das estações de metrô por sua frequência.

## Serviços aos Passageiros

### Acessos
Os acessos à estação são dispostos em cada lado da rue La Fayette, na altura do cruzamento com a rue du Faubourg-Poissonnière.
- O acesso 1 "Rue La Fayette", constituído por uma escada fixa conjunta com uma escada rolante ascendente, decorada com um mastro com um "M" amarelo inscrito em círculo, conduzindo ao terraplano central entre a rue La Fayette, a rue du Faubourg- Poissonnière e o início da rue de Bellefond;
- O acesso 2 "Rue de Chabrol", constituído por uma escada fixa também dotada de um mastro "M" amarelo, voltado para o n° 98 da rue la Fayette;
- O acesso 3 "Rue du Faubourg-Poissonnière", constituído por uma escada fixa, se situando à direita do n° 96 da rue la Fayette.

### Plataformas
A estação tem uma configuração clássica com duas plataformas laterais separadas por vias e uma abóbada elíptica. A faixa de iluminação é branca e as telhas em cerâmica branca biseladas sobrepondo os pés-direitos e o tímpano. O nome da estação é exibido em placas metálicas. Os assentos são de cor amarela.

### Intermodalidade
A estação é servida pelas linhas 26, 32, 42, 43 e 48 da rede de ônibus RATP.

## Pontos turísticos
- Lycée Lamartine
- Square Montholon